# 井手久美子
井手 久美子（いで くみこ、1922年〈大正11年〉9月23日 - 2018年〈平成30年〉7月1日）は、江戸幕府最後の将軍徳川慶喜の孫。作家。
東京府東京市小石川区小日向第六天町（現在の東京都文京区春日）出身。

## 経歴
徳川慶喜の七男・徳川慶久の四女として誕生した。慶喜の孫だが慶喜の死から9年後に誕生しているため、面識はない。
自宅の所在地から「第六天」と称され、慶喜が晩年も過ごした3400坪の広大な屋敷で幼少期を過ごす。屋敷には50人近くが住んだ。女子学習院には車ではなく、市電で通学。テニスや乗馬、木登りを楽しんだ。
1941年に19歳で徳川家と縁も深い、福井松平家（越前松平家）第19代当主の松平康昌侯爵の長男・松平康愛と結婚する。1943年に長女智子が産まれるが、康愛が南洋パラオに出征する。太平洋戦争が開戦し、本土空襲が本格化すると、宮内省ゆかりの八王子に疎開する。それまでは華族として生活していたが、八王子ではリヤカーを自ら引き、自給自足の生活を送った。
終戦の翌年に夫の康愛の戦死が知らされ、終戦後は康愛の親友でもあった元海軍軍医中尉の井手次郎と再婚した。目白の井手家で生活を始めるが、戦火で家を失った親族20人近くと共同生活を送った。井手家は横浜に引っ越し、医院を開業。久美子も、看護師資格は有していなかったが、夫の病院の手伝いなどもこなしていた。
その後紆余曲折を経て、都内の都営住宅で過ごし、後に千葉県の団地に転居した。
晩年は体調を崩しながらも、13年前に着手し、放置された原稿を一念発起で仕上げ、自叙伝『徳川おてんば姫』（東京キララ社）を2018年6月13日に出版した。95歳にして、作家デビューしたということで話題となった。
しかし、自叙伝の出版直後に体調を崩し入院する。出版・作家デビューからわずか1か月足らずの2018年7月1日に、老衰のため千葉県内の自宅にて、95歳で死去した。

## 人物
- 晩年まで祖父の慶喜に対しての敬慕があり、千葉県内の自宅には慶喜の写真と徳川家家紋の葵の紋を飾っていた[3]。
- 自叙伝を書き上げてからは、かつての徳川家家臣でもあった、長谷川平蔵が主人公の時代劇『鬼平犯科帳』のDVDを楽しんでいた[3]。

## 著書
- 『徳川おてんば姫』（2018年、東京キララ社、ISBN 978-4903883298）
- 『徳川おてんば姫 〜最後の将軍のお姫さまとのゆかいな日常〜』 （作画：西山優里子、秋田書店、2021年 - 2024年、全8巻）

## 系譜
- 祖父：徳川慶喜（慶喜家初代）
- 父：徳川慶久（慶喜家2代）
- 姉：宣仁親王妃喜久子
- 兄：徳川慶光（慶喜家3代）
- 甥：徳川慶朝（慶喜家4代）
- 前夫：松平康愛
- 後夫：井手次郎
- 長女：松平智子 - 田安徳川家第10代当主徳川達成の四男宗紀を婿養子に迎える。
- 長男：井手純